# Vera Poska-Grünthal
Vera Poska-Grünthal (1898-1986) fue una abogada y líder feminista de Estonia. Fue una de las fundadoras de la Federación Internacional de Abogadas (FIDA), una organización no gubernamental que trabaja para mejorar la situación de mujeres y niños proporcionándoles ayuda y conocimientos legales y programas educativos, actuando como grupo de presión, reformas legales, investigación y publicaciones. En 1952 fundó en Suecia el diario en estonio Triinu, del que fue editora hasta 1981.